# Duarte Fernandes
Duarte Fernandes (siglo XVI) fue un diplomático portugués, el primer europeo en establecer en 1511 relaciones diplomáticas con Tailandia, cuando dirigió una misión diplomática al reino de Ayutthaya (Reino de Siam), después de la conquista portuguesa de Malaca.

## Biografía
Duarte Fernandes era un sastre que fue a Malaca en la primera expedición de Diogo Lopes de Sequeira, en septiembre de 1509. En la secuencia de un fallido complot para destruir la expedición, estaba entre los diecinueve portugueses que quedaron detenidos en Malaca, junto con Rui de Araújo, adquiriendo en ese tiempo valiosos conocimientos sobre la cultura de la región.
En 1511, poco después de la conquista portuguesa de Malaca, a sabiendas de las ambiciones siamesas sobre las islas malayas, Afonso de Albuquerque le envió de inmediato en una misión diplomática a la corte del rey de Siam Ramathibodi II, viajando en un junco chino al regresar a casa. Fue el primer europeo en llegar allí, estableciendo relaciones amistosas entre el reino de Portugal y el reino de Siam, y volviendo acompañado por un enviado siamés con regalos y cartas a Albuquerque, y al rey de Portugal. Cinco años después del contacto inicial, Ayutthaya, Tailandia y Portugal firmaron un tratado que otorgaba el permiso para el comercio portugués en el reino.